# فرانتس بول
فرانتس یوهان اوانگلیستا بول (زاده ۱ ژوئیه ۱۸۶۷ در روتنبورگ اوب در تاوبر – درگذشته ۳ ژوئیه ۱۹۲۴ در هایدلبرگ) فیلولوژیست کلاسیک آلمانی، مورخ اخترشناسی و نجوم و کتابدار بود.

## شهرت
شهرت او بیشتر به خاطر سرمقاله‌ها و نوشتن زندگی‌نامه کلودیوس بطلمیوس می‌باشد. او همچنین در مورد طالع بینی نیز نوشته‌هایی دارد. او با ویلهم گوندل و کارل بزولد یکی از بهترین مقدمه‌ها را در تاریخ طالع بینی ارائه کرده‌است.
بول همچنین به دلیل ادعای خود مبنی بر اینکه کتاب مکاشفه یوحنا شامل تصویری تمثیلی از تغییرات اعصار نجومی از عصر حوت تا عصر دلو منتهی به جای پایان جهان است و آخرالزمان واقعاً پایان یک عصر می‌باشد مشهور شده‌است.

## جملات
- او گفته: «طالع بینی می‌خواهد همزمان در جایگاه دین و علم باشد؛ که این ماهیت آن را مشخص می‌کند».
- «بشر با استفاده از ستاره‌ها زمان را اندازه‌گیری می‌کند. عوام که پایه آگاهی آنها به جای علم مبتنی بر اعتقاد است، می‌گویند: سیر ستارگان تعیین‌کننده زمان است، و از همین‌جا، متدیّنان این ضرب‌المثل را که «بهشت هر چیزی را در زمین هدایت می‌کند» بیرون آمده‌است».
- نقل قول دیگر از او این است که: «کرونوس و هلیوس در ابتدا یکی و یکسان بوده‌اند».